# Ада (дочь Пиксодара)
Ада (др.-греч. Ἄδα) (IV век до н. э.) — представительница карийской правящей династии из рода Гекатомнидов. Несостоявшаяся невеста Александра Македонского.

## Биография
Ада была старшей дочерью правителя Карии Пиксодара и каппадокийки Афнеиды. Плутарх передаёт историю о попытке Пиксодара породниться с царским домом Македонии. В 337 году до н. э. он отправил к Филиппу II Аристокрита с предложением женитьбы между своей дочерью Адой и сыном, а также возможным наследником, македонского царя Арридеем. По мнению историка И. Г. Дройзена, Пиксодар предлагал македонскому царю породниться домами, а уже Филипп II выбрал на роль супруга Ады Арридея. По мнению исследователей, посланник Пиксодара Аристокрит прибыл в Македонию вскоре после того, как полководцы Филиппа Парменион, Аттал и Аминта, командуя авангардом македонской армии, вторглись в Азию. В Эфесе и Кизике македонскому войску был оказан тёплый приём. Поэтому, по замечанию А. Олмстеда, карийский династ посчитал, что «вторжение — уже свершившийся факт и решил защитить себя».
Друзья и мать второго сына Филиппа II Александра стали убеждать юного царевича, что таким образом царь «блестящей женитьбой и сильными связями хочет обеспечить Арридею царскую власть». Обеспокоенный этим Александр отправил к Пиксодару Фессала с тем, чтобы убедить карийского династа выдать Аду замуж за Александра, а не слабоумного Арридея. Возможно, Александр предполагал переехать в Карию, так как не надеялся вскоре занять македонский трон. Это предложение пришлось Пиксодару по душе и он ответил согласием. Закулисная игра Олимпиады и Александра вызвала у Филиппа II ярость. Царь не только назвал Александра «человеком низменным, недостойным своего высокого положения», но и изгнал друзей сына Птолемея, Гарпала, Неарха, Лаомедона и Эригия из Македонии, а Фессала заковал в цепи. В результате помолвка между Адой и кем-то из македонских царевичей сорвалась.
Затею Пиксодара можно рассматривать в контексте заключения антиперсидского союза с Македонией. Филипп II готовился к войне с империей Ахеменидов и Кария могла стать плацдармом для его войск. Пиксодар, в свою очередь, хотел прекратить выплачивать дань персидскому царю и получить полную независимость для своих владений. В контексте подготовки Македонии к войне с персами существует предположение, что инициатором брачных переговоров был не Пиксодар, а Филипп II.
Македонский царь мог воспринимать руководителя Карии в качестве наиболее могущественного потенциального противника во время будущей войны с персами. На момент несостоявшейся помолвки Пиксодар уже был немолод, сыновей у него не было. Соответственно, его зять имел большие шансы получить власть в сильных и богатых персидских сатрапиях Карии и Ликии. Если бы таковым оказался македонский царевич, то это значительно бы усилило позиции Филиппа II. Вмешательство в свои планы Александра могло быть воспринято Филиппом в качестве узурпации царской прерогативы устраивать браки представителей правящей династии. Также царь был крайне недоволен срывом своих военных и политических планов.
После несостоявшейся свадьбы Ады с кем-то из македонских царевичей, Пиксодар переориентировался на империю Ахеменидов. Ада была выдана замуж за знатного перса Оронтобата, который являлся доверенным лицом царя империи Ахеменидов в качестве знака возвращения к вассальной зависимости от Персии. Пиксодар умер между 337 и 334 годами до н. э. Власть в Карии перешла к Оронтобату, а Ада могла быть его соправительницей.
В 334 году до н. э. в Карию вторглось войско македонян. Александр Македонский восстановил в правах тётку Ады, также Аду, которую до этого сверг Пиксодар. Дальнейшая судьба Ады, дочери Пиксодара, неизвестна.

### Исследования
- Дройзен И. Г. История эллинизма. История Александра Великого. — М.: Академический Проект, 2011. — 623 с. — (Технологии истории). — ISBN 978-5-8291-1304-9.
- Олмстед А. История Персидской империи / Пер. с англ. А. А. Карповой. — М.: ЗАО Центрполиграф, 2012. — 575 с. — ISBN 978-5-9524-4993-0.
- Самохина Г С. Рецензия на сборник научных статей "Филипп II и Александр Великий: отец и сын, жизнь реальная и после смерти" // КЛИО. — 2013. — Вып. 80, № 8. — С. 119—123. — ISSN 2070-9773.
- Суриков И. Е. Очерки об историописании в классической Греции. — М.: Языки славянских культур, 2011. — 504 с. — (Studia historica). — ISBN 978-5-9551-0489-8.
- Уортингтон, Йен[нем.]. Филипп II Македонский. — СПб. — М.: Евразия — ИД Клио, 2014. — 400 с. — ISBN 978-5-91852-053-6.
- Шахермайр Ф. Александр Македонский. — Ростов-на-Дону: Феникс, 1997. — 576 с. — ISBN 5-85880-313-Х.
- Heckel W. Pixodarus // Who's Who in the Age of Alexander the Great: Prosopography of Alexander's Empire (англ.). — Malden; Oxford; Carlton: Blackwell Publishing, 2006. — P. 223. — ISBN 1-4051-1210-7.
- Heckel W. Who's Who in the Age of Alexander and his Successors. From Chaironea to Ipsos (338—301 BC) (англ.). — Barnsley: Greenhill Books, 2021. — 554 p. — ISBN 978-1-78438-648-1.
- Ruzicka Stephen. The "Pixodares Affair" Reconsidered Again // Philip II and Alexander the Great: Father and Son, Lives and Afterlives (англ.) / edited by Elizabeth Carney and Daniel Ogden. — Oxford: Oxford University Press, 2010. — P. 3—12. — ISBN 978-0-19-973815-1.
- Sears M. A. Alexander and Ada Reconsidered (англ.) // Classical Philology. — The University of Chicago Press, 2014. — Vol. 109, no. 3. — P. 211—221. — doi:10.1086/676285. — JSTOR 10.1086/676285.